# Offerle
Offerle és una població dels Estats Units a l'estat de Kansas. Segons el cens del 2000 tenia 220 habitants.

## Demografia
Segons el cens del 2000, Offerle tenia 220 habitants, 86 habitatges, i 65 famílies. La densitat de població era de 314,6 habitants/km².
Dels 86 habitatges en un 27,9% hi vivien nens de menys de 18 anys, en un 68,6% hi vivien parelles casades, en un 3,5% dones solteres, i en un 24,4% no eren unitats familiars. En el 23,3% dels habitatges hi vivien persones soles el 12,8% de les quals corresponia a persones de 65 anys o més que vivien soles. El nombre mitjà de persones vivint en cada habitatge era de 2,56 i el nombre mitjà de persones que vivien en cada família era de 3,03.
Per edats la població es repartia de la següent manera: un 24,1% tenia menys de 18 anys, un 9,5% entre 18 i 24, un 26,8% entre 25 i 44, un 20,9% de 45 a 60 i un 18,6% 65 anys o més.
L'edat mediana era de 40 anys. Per cada 100 dones de 18 o més anys hi havia 103,7 homes.
La renda mediana per habitatge era de 40.208 $ i la renda mediana per família de 41.250 $. Els homes tenien una renda mediana de 30.313 $ mentre que les dones 23.125 $. La renda per capita de la població era de 14.549 $. Entorn del 3,6% de les famílies i el 7,6% de la població estaven per davall del llindar de pobresa.

## Poblacions més properes
El següent diagrama mostra les poblacions més properes.